# Myotis volans
Myotis volans е вид бозайник от семейство Гладконоси прилепи (Vespertilionidae).

## Разпространение
Видът е разпространен в Канада (Албърта и Британска Колумбия), Мексико и САЩ (Айдахо, Аляска, Аризона, Вашингтон, Калифорния, Колорадо, Монтана, Небраска, Невада, Ню Мексико, Орегон, Северна Дакота, Тексас, Уайоминг, Южна Дакота и Юта).